# Picumnus
Picumnus este un gen de de ciocănitori mici. Cu o lungime totală de 8–10 cm, sunt printre cele mai mici păsări din familia ciocănitoarelor. Toate speciile se găsesc în Neotropice, cu excepția Picumnus innominatus care are o răspândire largă în China, India și Asia de Sud-Est. Ca și ciocănitoarele tipice, ciocănitoarele mici din Picumnus au capul mare, limba lungă pe care o folosesc pentru a extrage insectele și picioare zigodactile, cu două degete îndreptate înainte și două înapoi. Este singurul gen din subfamilia Picumninae.

## Sistematică
Picumninele au fost mult timp clasificate în patru genuri: Sasia, Verreauxia, Picumnus și Nesoctites, fiind de obicei grupate în subfamilia Picumninae. Majoritatea autorilor au scos Nesoctites din această subfamilie și au plasat-o fie în Picinae fie în propria subfamilie, Nesoctitinae. Apoi, în urma analizei a opt studii filogenetice moleculare care susțineu distincția genurilor Sasia/Verreauxia de Picumnus, Sasia și Verreauxia au fost plasate într-o nouă subfamilie, Sasiinae. Astfel, subfamilia Picumninae conține un singur gen, Picumnus, cu 25 de specii:
Genul Picumnus a fost introdus în 1825 de zoologul olandez Coenraad Jacob Temminck. Acesta a enumerat trei specii în gen, dar nu a specificat specia tip. În 1840, George Gray a desemnat specia tip ca fiind Picumnus minutissimus. Numele genului a fost creat de Temminck din francezul piculet pentru o ciocănitoare mică.

### Specii
Genul conține următoarele 25 de specii:
- Picumnus innominatus
- Picumnus aurifrons
- Picumnus pumilus
- Picumnus lafresnayi
- Picumnus exilis
- Picumnus nigropunctatus
- Picumnus sclateri
- Picumnus squamulatus
- Picumnus spilogaster
- Picumnus minutissimus
- Picumnus pygmaeus
- Picumnus steindachneri
- Picumnus varzeae
- Picumnus cirratus
- Picumnus dorbignyanus
- Picumnus temminckii
- Picumnus albosquamatus
- Picumnus fuscus
- Picumnus rufiventris
- Picumnus limae
- Picumnus nebulosus
- Picumnus castelnau
- Picumnus subtilis
- Picumnus olivaceus
- Picumnus granadensis
- Picumnus cinnamomeus

## Galerie

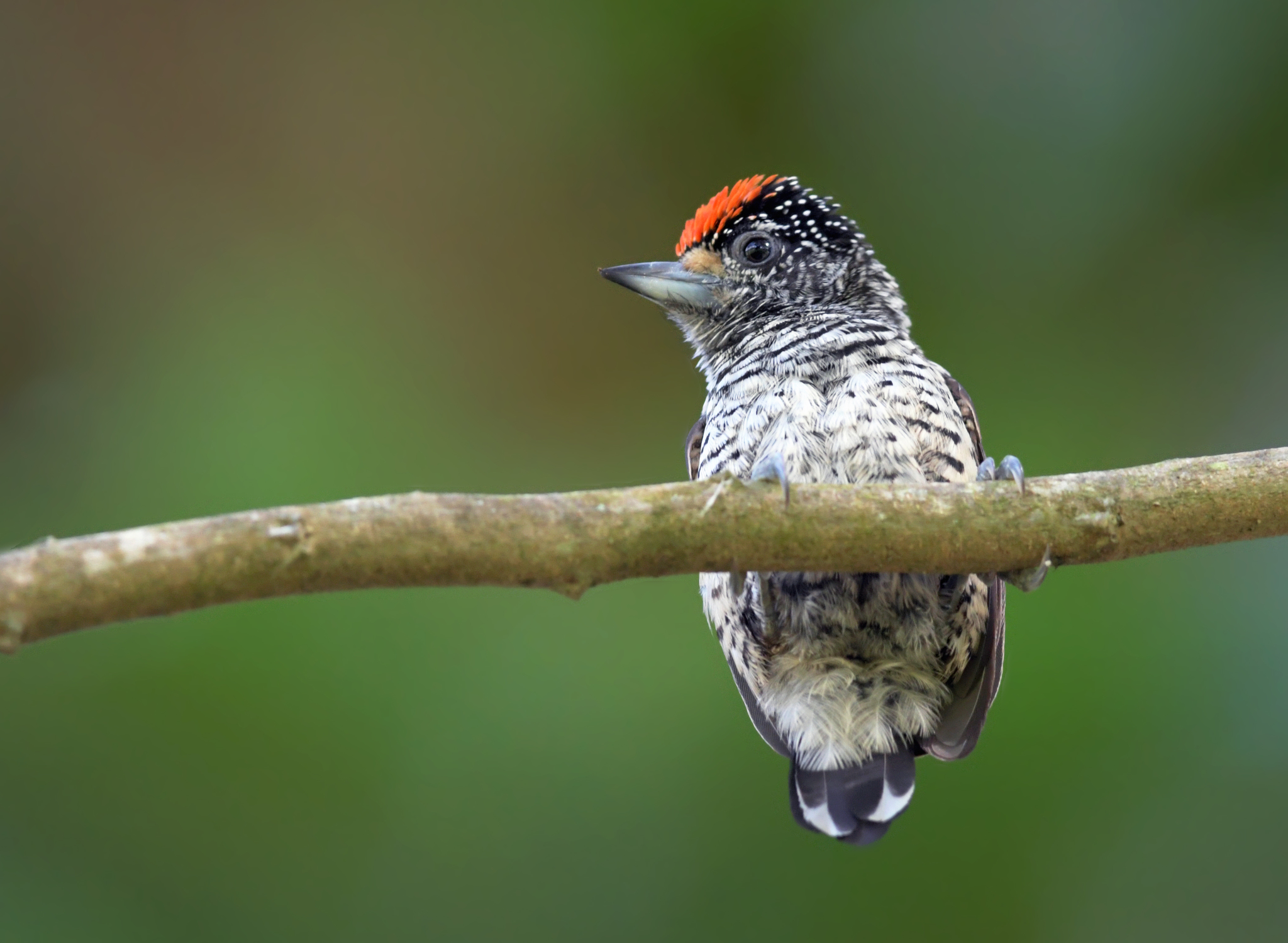
Picumnus spilogaster
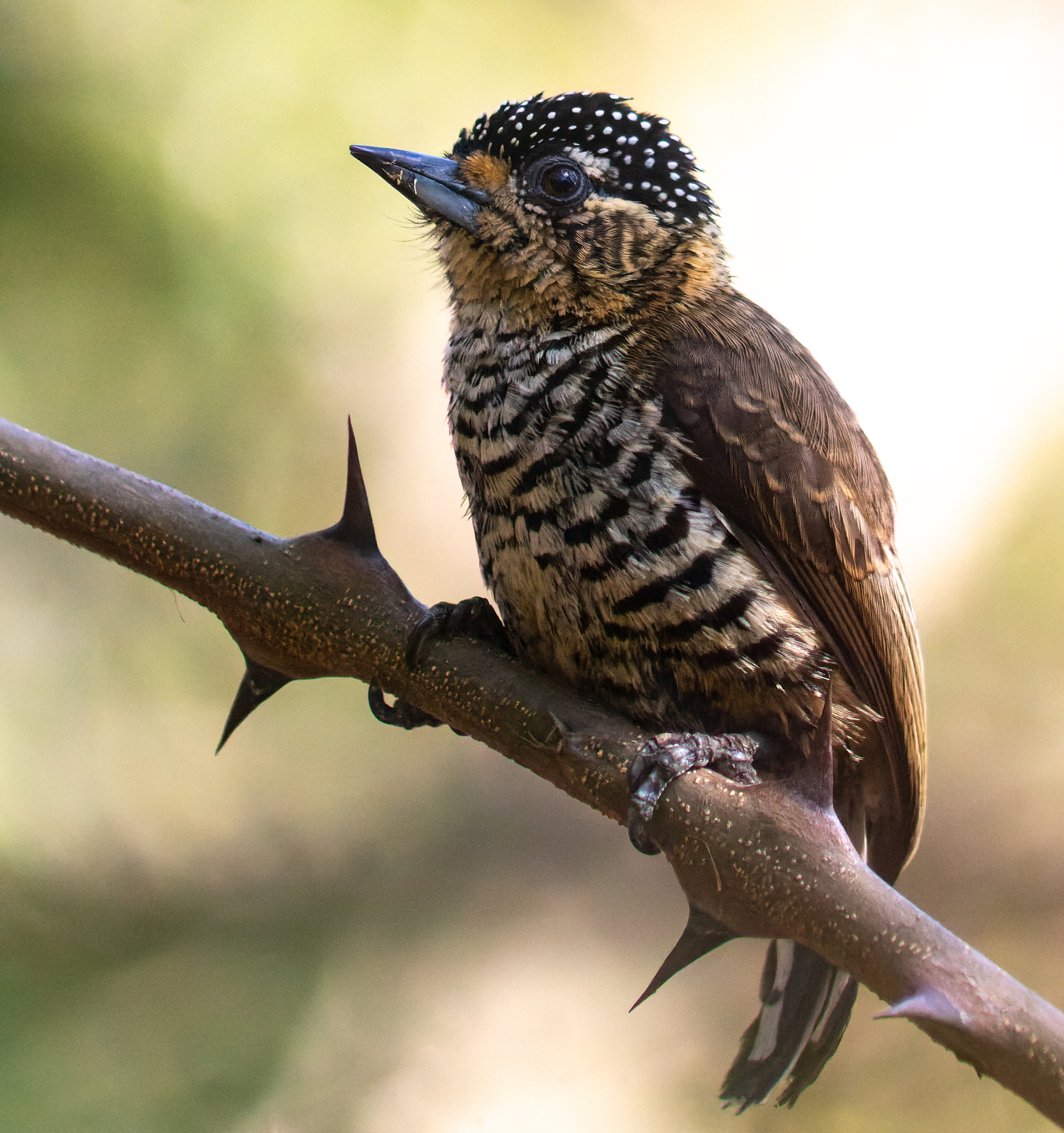
Picumnus temminckii
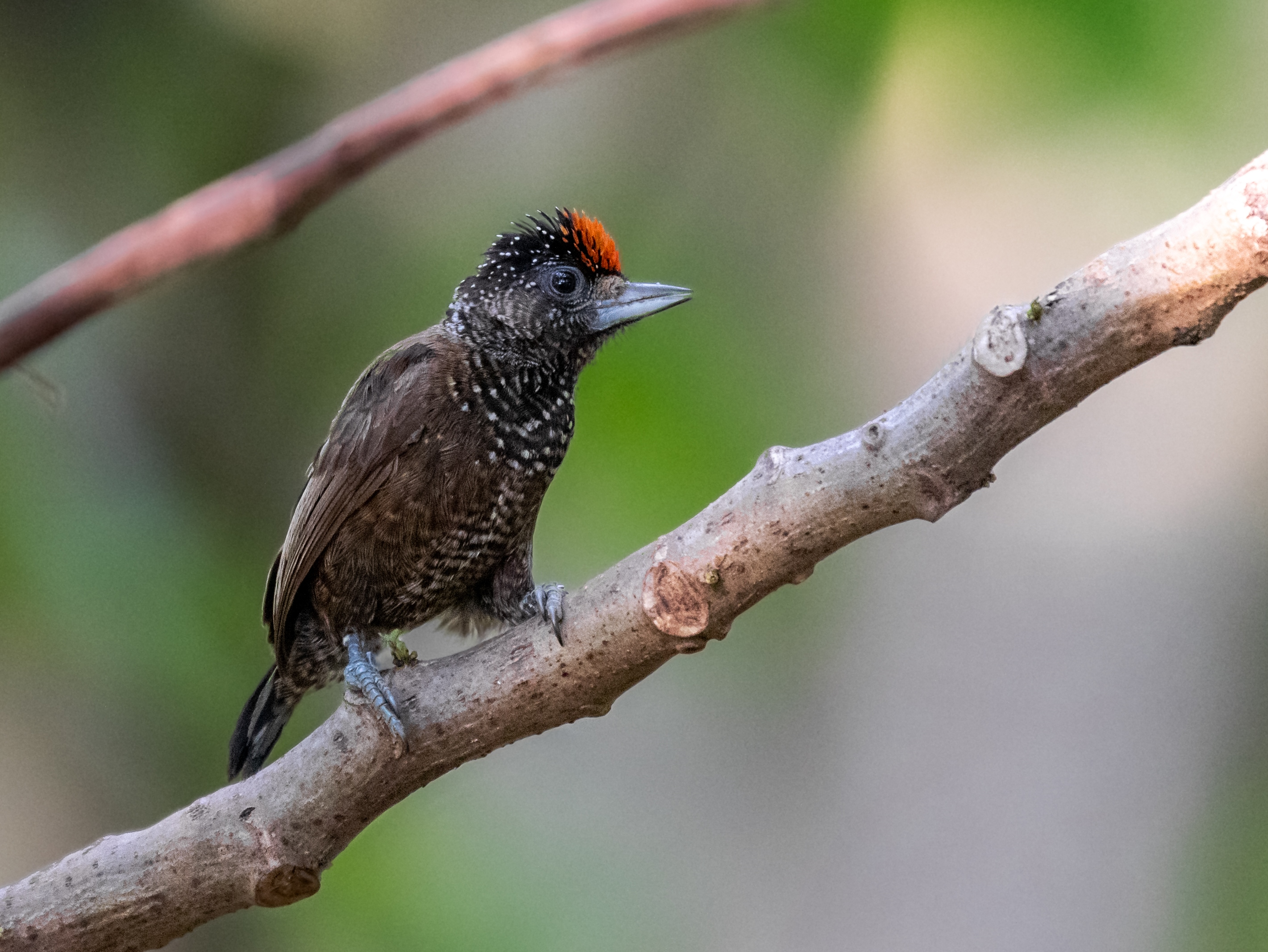
Picumnus varzeae
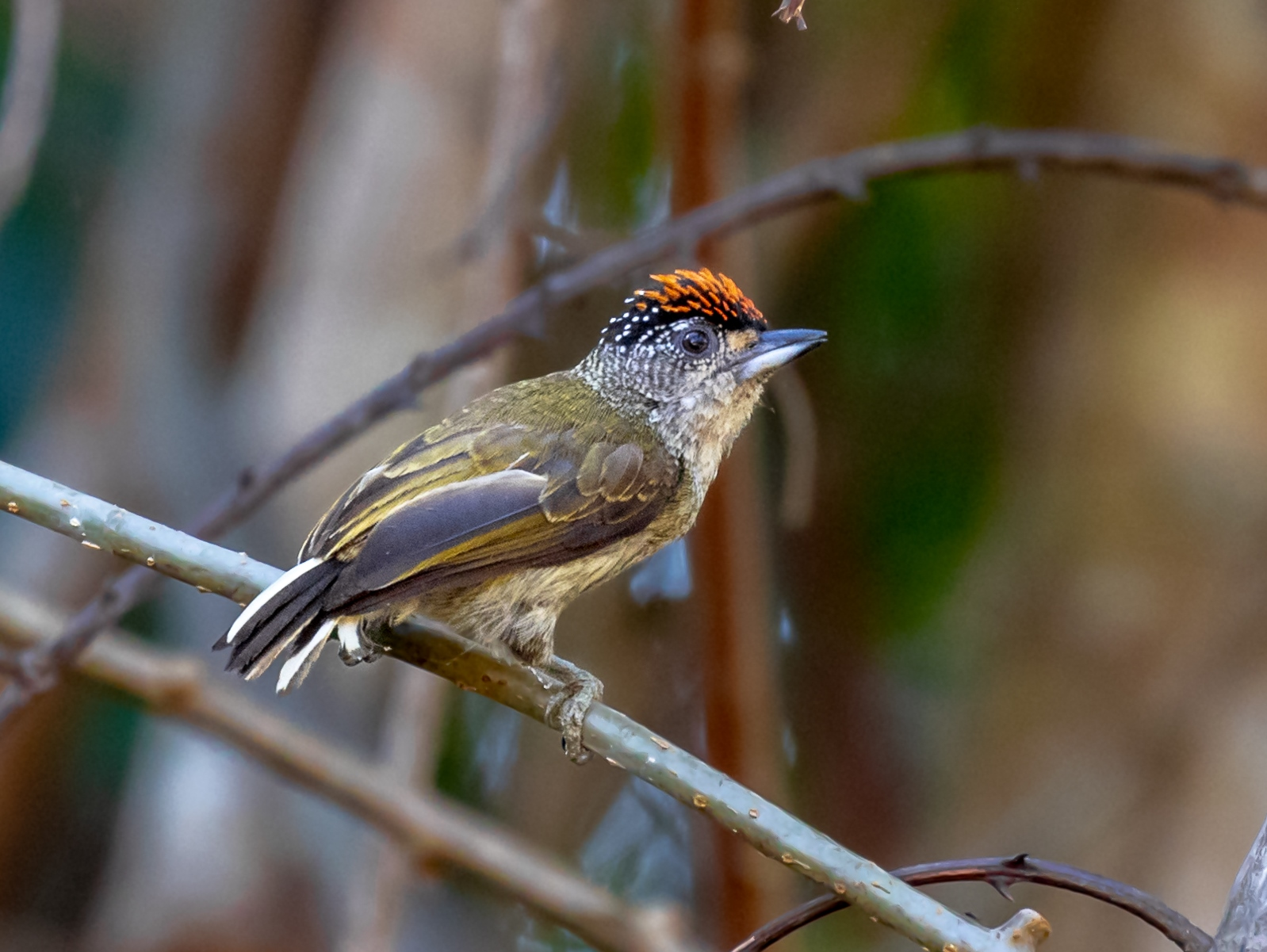
Picumnus subtilis